# Lisnău
Lisnău (węg. Lisznyó) – wieś w Rumunii, w okręgu Covasna, w gminie Ozun. W 2011 roku liczyła 475 mieszkańców.